# 誰調換了我的父親
《我的意外爸爸》（日语：そして父になる）（LIKE FATHER, LIKE SON）是2013年是枝裕和導演的日本電影，福山雅治首次飾演父親的角色。2013年分別榮獲第66屆康城影展評審團獎以及第56屆亞太影展最佳影片、最佳導演。

## 故事簡介
野野宮良多與妻子綠育有一名6歲的獨生兒子慶多，一家過著幸福快樂的生活。然而，有一天醫院來電通知他們一個「重要信息」，慶多在醫院與另一個同一天出生的孩子調亂了，悉心栽培了6年的兒子竟然是別人的孩子。6年間的愛，他應該執著於「血緣」還是「情緣」……

## 主要角色

### 野野宮家
一家三口，住在東京市中心如酒店般豪華的住宅。
- 野野宮 良多 - 福山雅治（粵語配音：陳健豪）

大公司高層，工作很忙，有時星期六日都要上班。
- 野野宮 綠 - 尾野真千子（粵語配音：顧詠雪）

全職媽媽，很溫柔，很疼愛丈夫和兒子。
- 野野宮 慶多 - 二宮慶多（粵語配音：陳姻岐）

喜歡玩Wii，特別是跟爸爸一起玩，最近接受了爸爸的任務，就是住在另一個叔叔的家。爸爸說可以使我變得更強大！
- 野野宮 信子 - 風吹純（粵語配音：羅婉楓）

良多的繼母。
- 野野宮 良輔 - 夏八木勳（日语：夏八木勲）（粵語配音：馮志輝）

良多的父親。

### 齋木家
一家六口，住在鄉下地方前舖後居的電器店內，最愛放風箏、玩吹氣水池。
- 齋木 雄大 - Lily Franky（粵語配音：何偉誠）

個性像個大孩子，電器店的老闆，擅長修理機械人。
- 齋木 緣 - 真木陽子（粵語配音：陳子瑩）

在食店打工。對於孩子的觀察很細膩，能察覺細微的情緒變化。
- 齋木 琉晴 - 黄升炫[2]（粵語配音：羅婉楓）

家中的大哥哥，有時要照顧弟妹，喜歡玩水槍、打機、和爸爸一起浸浴，最怕要遵守野野宮叔叔列出的家規！

### 其他角色
- 上山 一至 - 國村隼

良多的上司。
- 石關 里子 - 樹木希林（粵語配音：曾慶珏）

綠的母親。
- 宮崎祥子 - 中村友理（粵語配音：石梓晴）
- 井浦新
- 大河内浩（日语：大河内浩）
- 田中哲司

## 版權出讓
《誰調換了我的父親》在康城亮相後，即引來大導演史提芬·史匹堡垂青，是枝裕和特地飛到美國與史匹堡討論，最終將版權賣給他。

## 獎項
《誰調換了我的父親》在2013年勇奪康城影展評審團獎。
第61屆西班牙聖塞巴斯蒂安電影節在2013年9月28日圓滿落幕，並舉行頒獎禮，《誰調換了我的父親》贏得觀眾大獎。
| 提名与得奖列表           | 提名与得奖列表 | 提名与得奖列表         | 提名与得奖列表 |
| 奖项/影展                | 类别           | 提名者                 | 结果           |
| ------------------------ | -------------- | ---------------------- | -------------- |
| 第66届戛纳电影节         | 金棕榈奖       | 是枝裕和               | 提名           |
| 第66届戛纳电影节         | 評審團獎       | 是枝裕和               | 獲獎           |
| 第37回日本電影金像獎     | 最佳導演       | 是枝裕和               | 提名           |
| 第37回日本電影金像獎     | 最佳影片       | 是枝裕和               | 提名           |
| 第37回日本電影金像獎     | 最佳男主角     | 福山雅治               | 提名           |
| 第37回日本電影金像獎     | 最佳男配角     | 中川雅也               | 獲獎           |
| 第37回日本電影金像獎     | 最佳女主角     | 尾野真千子             | 提名           |
| 第37回日本電影金像獎     | 最佳女配角     | 真木陽子               | 獲獎           |
| 第37回日本電影金像獎     | 最佳攝影       | 瀧本幹也               | 提名           |
| 第37回日本電影金像獎     | 最佳照明       | 藤井稔恭               | 提名           |
| 第37回日本電影金像獎     | 最佳錄音       | 弦巻裕                 | 提名           |
| 第37回日本電影金像獎     | 最佳配乐       | 松本淳一、森敬、松原毅 | 提名           |
| 第56届亞太影展           | 最佳導演       | 是枝裕和               | 獲獎           |
| 第56届亞太影展           | 最佳影片       | 是枝裕和               | 獲獎           |
| 第56届亞太影展           | 最佳男主角     | 福山雅治               | 提名           |
| 第56届亞太影展           | 最佳男配角     | 中川雅也               | 提名           |
| 第56届亞太影展           | 最佳剪接       | 是枝裕和               | 提名           |
| 第61屆聖塞巴斯蒂安電影節 | 觀眾票選獎     | 是枝裕和               | 獲獎           |
| 第35届橫濱影展           | 最佳劇本       | 是枝裕和               | 獲獎           |
| 第35届橫濱影展           | 最佳男主角     | 福山雅治               | 獲獎           |
| 第35届橫濱影展           | 最佳男配角     | 中川雅也               | 獲獎           |
| 第8屆亞洲電影大獎        | 最佳導演       | 是枝裕和               | 提名           |
| 第8屆亞洲電影大獎        | 最佳男主角     | 福山雅治               | 提名           |
| 第8屆亞洲電影大獎        | 最佳新演員     | 二宮慶多               | 提名           |

## 評價
明報的石琪給予三顆星(最高五顆)，他說：「此片雖則節奏緩慢，但有戲味亦有現實諷喻，女觀眾更會看得流淚。」
| 上一届： 《神偷奶爸2》 | 2013年日本週末票房冠軍 第39,40周 | 下一届： 《向陽處的她》 |

## 外部連結
- 官方網頁
- 互联网电影数据库（IMDb）上《Like Father, Like Son》的资料（英文）
- AllMovie上《Like Father, Like Son》的资料（英文）
- 爛番茄上《Like Father, Like Son》的資料（英文）
- Metacritic上《Like Father, Like Son》的資料（英文）
- 豆瓣电影上《誰調換了我的父親》的資料 （简体中文）
- 誰調換了我的父親 （页面存档备份，存于） - allcinema（日语：allcinema）（日語）
- 誰調換了我的父親 （页面存档备份，存于） - 電影旬報（KINENOTE）（日語）